# Juan Manuel Santos
Juan Manuel Santos Calderón (Bogota, 10. kolovoza 1951.) kolumbijski je novinar, ekonomist i konzervativni političar, Bio je predsjednik Kolumbije od kolovoza 2010. godine do kolovoza 2018. godine. Član je Socijalne stranke nacionalnog jedinstva (Partido Social de Unidad Nacional), poznate i pod imenom Partido de la U ili samo U-stranka) čiji je jedan od utemeljitelja i vođa bio Santos. 
Izabran je za predsjednika Kolumbije 7. kolovoza 2010. do 7. kolovoza 2014. godine, pošto je pobijedio suparničkog kandidata Antanasa Mockusa. Na kolumbijskim predsjedničkim izborima 2014. godine pobijedio je supraničkog kandidata Óscara Ivána Zúñiga iz stranke "Demokratskog centra " (Centro Democrático) u drugom krugu izbora. 
Juan Manuel Santos obnašao je i dužnost ministra obrane Kolumbije. Tada je bio uključen u nekoliko političkih skandala, npr. intervencija u Ekvadoru protiv FARC-gerile. Bio je također i ministar financija. 
Santos dolazi iz vrlo uspješne i tradicionalne kolumbijske obitelji. Jedan od predaka bio je Eduardo Santos, 20. predsjednik Kolumbije u periodu 1938. – 1942., dok mu je rođak Francisco Santos Calderón bio potpredsjednik, tijekom vladavine Álvara Uribe.
Santosu je dodijeljena Nobelova nagrada za mir 2016. godine za njegove napore da okonča 50- godišnji građanski rat u zemlji.